# Vasudeva Kanva
Vasudeva Kanva, död 66 f.Kr., var en indisk monark. Han tillhörde Kanvadynastin, och var regerande monark av Magadha mellan 75 f.Kr. och 66 f.Kr. 
Han avsatte den sista regenten ur Sungadynastin och blev den första regenten ur Kanvadynastin på Magadha, som därför slutade kallas Sungariket. 